# ファビュラス・カンガルーズ
ザ・ファビュラス・カンガルーズ（The Fabulous Kangaroos）は、プロレスのタッグチーム。ブッシュハットを被りブーメランを手に持ったオーストラリア出身のヒールとして、NWAやWWWFなど北米の主要テリトリーで活躍した。
歴代のメンバーによって1950年代後半から1980年代前半にかけて活動したが、本項では初代のアル・コステロ&ロイ・ヘファーナン、および便宜上2代目のカンガルーズとされるコステロ&ドン・ケントのコンビを中心に記述する。
なお、1974年2月に新日本プロレス、1976年1月に全日本プロレスに来日したザ・ロイヤル・カンガルーズ（ロード・ジョナサン・ボイド&ノーマン・フレデリック・チャールズ3世）はコピー版の別チームである。

## 来歴

### 初代カンガルーズ
オーストラリア南東部ニューサウスウェールズ出身のロイ・ヘファーナンと、少年期にイタリアからオーストラリアへ移住してきたアル・コステロにより、1957年にカナダのカルガリー地区（スチュ・ハート主宰のスタンピード・レスリング）にて結成される。その後トロント地区を経て、1958年よりWWWFの前身団体であるアメリカ北東部のキャピトル・レスリング・コーポレーションに進出、ニューヨークのマディソン・スクエア・ガーデンを舞台にアントニオ・ロッカ&ミゲル・ペレスと抗争を展開した。
1958年下期からは南西部のテキサス地区に参戦。11月にフォートワースにてペッパー・ゴメス&エル・メディコを破りテキサス東部版のNWA世界タッグ王座を獲得、チームとしての初戴冠を果たす。1959年1月12日にはニューメキシコにてミゲル・ロペス&フアン・ガルシアからNWAロッキー・マウンテン・タッグ王座を奪取。同年3月5日にはアマリロにてテキサス西部版インターナショナル・タッグ王座の初代王者チームに認定されたが、このタイトルは、後年に日本に定着したインターナショナル・タッグ王座のルーツともされている。
1960年よりニューヨーク地区に戻り、7月21日と8月24日にレッド・バスチェン&ルー・バスチェンから北東部版のUSタッグ王座を奪取。11月28日にもジョニー・バレンタイン&チーフ・ビッグ・ハートを破って同王座を獲得し、1962年1月11日にバレンタイン&カウボーイ・ボブ・エリスに敗れるまで、ロッカ&アルゼンチン・アポロ、バディ・ロジャース&ボブ・オートン、ブルーノ・サンマルチノ&ヘイスタック・カルホーン、アート・トーマス&スウィート・ダディ・シキなどのチームを相手に長期政権を築いた。同地区では、アメリカ武者修業中だったジャイアント馬場&マンモス鈴木の巨人コンビとも度々対戦している。1963年に発足したWWWFにも出場を続け、サンマルチノ、ボボ・ブラジル、エドワード・カーペンティア、ペドロ・モラレスらによるチームや、同じヒール陣営のスカル・マーフィー&ブルート・バーナードとも対戦した。
他地区においても、1962年11月22日に南部のCWFにてフロリダ版のNWA世界タッグ王座を獲得。太平洋岸ではロサンゼルスのWWAにて、1964年2月27日にカーペンティア&アーニー・ラッドからWWA世界タッグ王座を奪取。カナダのバンクーバーでは1964年5月25日にエンリケ・トーレス&ベアキャット・ライト、1965年2月1日にドン・レオ・ジョナサン&ジン・キニスキーを破り、NWAカナディアン・タッグ王座を再三獲得。1965年3月26日にはウィニペグにてジョナサン&ホイッパー・ビリー・ワトソンを下してマニトバ版のインターナショナル・タッグ王座にも戴冠するなど、各地のタッグ戦線を席巻した。
しかし、1965年6月26日にジョナサン&ジム・ヘイディに敗れインターナショナル・タッグ王座から陥落した後、同年7月5日のバンクーバーでの試合を最後にヘファーナンがオーストラリアに帰国、ファビュラス・カンガルーズは一旦解散することとなった。

### 2代目カンガルーズ
ヘファーナンの帰豪後、コステロはドイツ人ギミックのカール・フォン・ブラウナーとのジ・インターナショナルズを経て、イギリス出身のレイ・セント・クレアー（ティンカー・トッド）をパートナーに再びファビュラス・カンガルーズとして活動。1967年9月16日にデトロイトにてフレッド・カリー&ビリー・レッド・ライオンを破り、デトロイト版のNWA世界タッグ王座を獲得したが、セント・クレアーとのコンビは短期間で解消。同年12月より、トロントにてアメリカ人のドン・ケントを新パートナーに迎え、ファビュラス・カンガルーズを改めて再結成する。
トロントでは、プロモーターのフランク・タニーを会長としてグレート東郷が創設したTWWA（当時TBS体制下の国際プロレスのブッカーに就任した東郷が、国際プロレス用のタイトル管理組織として立ち上げた架空の団体）の初代世界タッグ王者に認定され、翌1968年1月末、TWWA世界タッグ王者チームとして国際プロレスの『TWWAワールド・タッグ・シリーズ』に初来日。開幕戦の1月31日に横浜文化体育館にてグレート草津&サンダー杉山を相手に防衛戦を行ったが、2月14日に大阪府立体育館にて豊登&杉山に敗れて王座を明け渡した。このシリーズ中、東郷が国際プロレスと金銭トラブルを起こして決裂し、外国人選手の試合出場にストップをかけたため、途中帰国を余儀なくされている。
その後は中西部および北東部を主戦場に、デトロイト地区やNWF、インディアナポリスのWWAなどで活動。インディアナポリスでは1970年7月17日にディック・ザ・ブルーザー&ビル・ミラー、翌1971年6月18日にウイルバー・スナイダー&ムース・ショーラックを破り、WWA世界タッグ王座を2回獲得している。初代カンガルーズ時代に活躍したニューヨークのマディソン・スクエア・ガーデンにも時折ゲスト出場しており、1971年8月30日の定期戦ではドリー・ファンク・シニア&テリー・ファンクと対戦した。デトロイトでは同年12月18日、トーナメント決勝でガイ・ミッチェル&ベン・ジャスティスを下してNWA世界タッグ王座に返り咲き、以降もミッチェル&ジャスティスと同王座を争った。
1972年11月には日本プロレスの『インターナショナル選手権シリーズ』に来日。11月21日に愛知県体育館にて、坂口征二&吉村道明が保持していたアジアタッグ王座に挑戦した。同シリーズは馬場の離脱で空位となっていたインターナショナル・ヘビー級王座とインターナショナル・タッグ王座の争奪戦が焦点となったが、外国人陣営ではキラー・カール・コックスやモンゴリアン・ストンパー、さらには特別参加でキニスキーとブラジルが同時参戦していたこともあり、初代王者ともされるインターナショナル・タッグ王座への挑戦権は与えられなかった。
1973年はテネシーのミッドアメリカ地区で活動し、ミッドアメリカ版のNWA世界タッグ王座を通算3回獲得。トージョー・ヤマモト、ジャッキー・ファーゴ、ジェリー・ジャレットらのチームと抗争を展開した。1974年にコンビを解消して個別に活動した後、1977年にプエルトリコのWWCでチームを一時的に再結成。2月26日にWWC世界タッグ王座の初代王者に認定されるが、3月12日にカルロス・コロン&ホセ・リベラにタイトルを明け渡している。翌1978年も古巣のWWAにてスナイダーやスパイク・ヒューバーのチームと対戦するが、継続的な活動には至らず、以降ケントは "ブルドッグ" ドン・ケントと名乗ってシングルプレイヤーに戻り、コステロはセミリタイアしてマネージャーに転身した。なお、ケントとのコンビ解消中、コステロはトニー・チャールズと新チームのニュー・カンガルーズ（The New Kangaroos）を結成し、デトロイトにてドミニク・デヌーチ&クリス・マルコフからNWA世界タッグ王座を奪取したともされる。

### 新生カンガルーズ
1981年、プエルトリコにてケントが再びオーストラリア人のギミックを用い、ニュージーランド出身のブルーノ・ベッカーをパートナーに新バージョンのファビュラス・カンガルーズを結成。マネージャーはコステロが務め、10月22日にジャック・ブリスコ&ジェリー・ブリスコを破りWWC北米タッグ王座を獲得した。ベッカーの脱退後は、イタリア系カナダ人のボブ・ダラセーラがジョニー・ヘファーナンと名乗り、ロイ・ヘファーナンの甥と称して新たに加入。1982年5月1日にザ・ファンクスからWWC世界タッグ王座を、8月14日にはトミー・ギルバート&エディ・ギルバートからWWC北米タッグ王座をそれぞれ奪取している。
その後はフロリダ地区に参戦し、1983年1月5日にバリー・ウインダム&ロン・バスを破ってNWAグローバル・タッグ王座を獲得。以降、スコット・マギー&テリー・アレンを相手に同王座を争い、同年4月にかけて通算4回戴冠した。フロリダでは、ルーファス・ジョーンズ&ブラッド・アームストロングやロディ・パイパー&マイク・グラハムなどのチームとも対戦している。以後、コステロがマネージメント権をJ・J・ディロンに譲渡したという設定のもと引退。ほどなくして新生カンガルーズも解散し、ケントはプエルトリコへ転戦後、1986年に現役を離れた。

### リメイクと再評価
1993年、デトロイトのインディー団体にてミッキー・ドイルとデニー・キャスによってファビュラス・カンガルーズがリメイクされ、コステロがマネージャーに迎えられた。後にドイルに代わってアル・スノーがメンバーに加わり、カナダのオンタリオ州ウィンザーを拠点とするBCW（Border City Wrestling）にて、1994年5月14日にカンナム・タッグ王座を獲得している。
日本にはコステロとケントの2代目カンガルーズが来日したが、コステロとヘファーナンのオリジナル版こそがカンガルーズの絶頂期とされており、竹内宏介は2003年に監修した週刊ゴング増刊『世界名レスラー100人伝説!!』において、力道山時代に初代カンガルーズが来日していたら、シャープ兄弟と並ぶ名タッグチームとして歴史に名を残したかもしれない、などと記述している。2013年にはコステロとヘファーナンが揃ってNWA殿堂に迎えられた。

## 獲得タイトル
サウスウエスト・スポーツ
- NWA世界タッグ王座（テキサス東部版）：1回（コステロ&ヘファーナン）[4]

NWAニューメキシコ
- NWAロッキー・マウンテン・タッグ王座：1回（コステロ&ヘファーナン）[5]

NWAウエスタン・ステーツ・スポーツ
- NWAインターナショナル・タッグ王座（テキサス西部版）：2回（コステロ&ヘファーナン）[6] ※初代王者

キャピトル・レスリング・コーポレーション
- NWA USタッグ王座（ノースイースト版）：3回（コステロ&ヘファーナン）[8]

チャンピオンシップ・レスリング・フロム・フロリダ
- NWA世界タッグ王座（フロリダ版）：1回（コステロ&ヘファーナン）[11]
- NWA USタッグ王座（フロリダ版）：2回（コステロ&ヘファーナン）[40] ※初代王者
- NWAグローバル・タッグ王座：4回（ケント&ジョニー・ヘファーナン）[34]

ノース・アメリカン・レスリング・アライアンス
- NAWAインターナショナルTVタッグ王座：1回（コステロ&ヘファーナン）[41]

ワールドワイド・レスリング・アソシエーツ
- WWA世界タッグ王座：1回（コステロ&ヘファーナン）[12]

NWAオールスター・レスリング
- NWAカナディアン・タッグ王座（バンクーバー版）：4回（コステロ&ヘファーナン）[13]

アレックス・ターク・プロモーションズ
- カナディアン・タッグ王座 / インターナショナル・タッグ王座（マニトバ版）：2回（コステロ&ヘファーナン）[14]

NWAデトロイト
- NWA世界タッグ王座（デトロイト版）：3回（コステロ&セント・クレアー×1、コステロ&ケント×2）[17]

トランス・ワールド・レスリング・アライアンス
- TWWA世界タッグ王座：1回（コステロ&ケント）[20] ※初代王者

イースタン・スポーツ・アソシエーション
- ESAインターナショナル・タッグ王座：1回（コステロ&ケント）[42] ※初代王者

ワールド・レスリング・アソシエーション
- WWA世界タッグ王座：2回（コステロ&ケント）[23]

NWAミッドアメリカ
- NWA世界タッグ王座（ミッドアメリカ版）：3回（コステロ&ケント）[26]

ワールド・レスリング・カウンシル
- WWC世界タッグ王座：2回（コステロ&ケント×1、ケント&ジョニー・ヘファーナン×1）[28] ※初代王者
- WWC北米タッグ王座：3回（ケント&ベッカー×2、ケント&ジョニー・ヘファーナン×1）[31]
- WWCカリビアン・タッグ王座：1回（ケント&ベッカー）[43]

ナショナル・レスリング・アライアンス
- NWA殿堂：2013年（コステロ&ヘファーナン）[39]

## マネージャー
- ワイルド・レッド・ベリー（コステロ&ヘファーナン）[44]
- マン・マウンテン・カノン（コステロ&ケント）[45]

## 追記
- ワルチング・マチルダを入場曲にリングインし、紙製のブーメランを観客席に投げるというパフォーマンスを行っていた[1][38]。
- コステロとケントの2代目カンガルーズとして国際プロレスへ初来日した際、パンフレットの表紙には「ザ・カンガルーズ来襲!」というキャッチコピーと共にチームの宣材写真が掲載されたが、ケントではなくヘファーナンとコステロの初代カンガルーズのものが使用されていた[46]。なお、1972年の日本プロレスへの再来日時には、マネージャーだったマン・マウンテン・カノン（ "クライベイビー" ジョージ・カノン）も同行している[21]。